# 田才千恵
田才千恵（たさい ちえ、1980年5月19日 - ）は、日本のファッションモデルである。福岡県出身で血液型はB型である。現在は東京都渋谷区に在住し、芸能事務所オフィスノアールがマネジメントしている。

## 来歴・人物
高校を卒業と同時に地元企業へ就職するつもりであったが、ステージを颯爽と歩くモデルに魅了されてモデルを目指す。ネコを好みルルドと名付けた雌のロシアンブルーを飼育している。

## モデル経歴
- Body+（女性誌）
- 日産・ムラーノ（TVCM）

ほか